# Charles Vanoni
Charles Vanoni (Manhattan, 23 de novembre de 1876 - Reno, 17 de juliol de 1970) fou un ciclista estatunidenc, que competí a principi del segle xx. Es va especialitzar en el ciclisme en pista